# جون إل. فينلي
جون إل. فينلي (بالإنجليزية: John L. Finley)‏ هو رائد فضاء وضابط أمريكي، ولد في 22 ديسمبر 1935 في وينتشتر ‏ في الولايات المتحدة، وتوفي في 19 سبتمبر 2006 في ممفيس في الولايات المتحدة بسبب السكري.